# Berliner Barock-Compagney
La Berliner Barock-Compagney est un ensemble allemand de musique baroque et de musique classique, adepte de l'interprétation historiquement informée, soit l'interprétation sur instruments anciens (ou copies d'instruments anciens).

## Historique
L'ensemble Berliner Barock-Compagney a été fondé en 1986 par d'anciens étudiants de l'académie de musique Hanns-Eisler (Hochschule für Musik Hanns Eisler Berlin),.
Au début, la Berliner Barock-Compagney jouait sur instruments modernes mais elle s'est convertie aux instruments anciens en 1990,.

## Répertoire
Le répertoire de l'ensemble à ses débuts consistait en sonates en trio du XVIIIe siècle mais il s'est, depuis, élargi à la musique allant du début du baroque au début du XIXe siècle,.
La Berliner Barock-Compagney s'applique à explorer les archives de manuscrits afin de mettre en avant des compositeurs peu connus.
Le répertoire intègre également des cantates avec des solistes vocaux tels que Ruth Ziesak, Ann Monoyios, Barbara Schlick, Johannette Zomer, Michael Schopper et Klaus Mertens.

## Membres
Le noyau de la Berliner Barock-Compagney était initialement constitué de Georg Kallweit au violon, Jan Freiheit au violoncelle et à la viole de gambe et Christine Schornsheim au clavecin et au pianoforte mais, avec le temps, l'ensemble s'est ouvert à d'autres instrumentistes comme, par exemple, Ursula Bundies (violon) et Sabine Fehlandt (viola), Jacques Van Der Meer (contrebasse), Reinhold Friedrich (trompette), Alfredo Bernardini (hautbois) et Christoph Huntgeburth (flûte),.

## Discographie sélective
La Berliner Barock-Compagney a publié ses enregistrements sur les labels Capriccio et Phoenix Edition,,, :
- 1992 : Musik aus Sanssouci (Music from Sanssouci) œuvres de Christoph Schaffrath, Franz Benda, Frédéric II et Carl Philipp Emanuel Bach (Capriccio)
- 1995 : Musik aus Schloss Charlottenburg, œuvres de Corelli, Ariosti, Torelli et Bononcini (Capriccio)
- 1995 : Neun Deutsche Arien de Georg Friedrich Haendel, avec la soprano Ann Monoyios (Capriccio)
- 1995 : Cembalokonzerte - Harpsichord Concertos de Wilhelm Friedemann Bach, Carl Philipp Emanuel Bach et Johann Christian Bach (Capriccio)
- 1999 : Scherzi Musicali, œuvres de Johann Fischer, Georg Phillip Telemann, Johann Joseph Fux, Marin Marais, Johann Heinrich Schmelzer, Heinrich Ignaz Franz Biber
- 2000 : Cembalokonzerte - Harpsichord Concertos de Johann Philipp Kirnberger, Johann Gottfried Müthel et Christoph Nichelmann (Capriccio)
- 2000 : Clavier Concerte - Fortepiano Concertos, œuvres d'Antonio Rosetti, Hugo Wolf et Johann Gottlieb Naumann (Capriccio)
- 2000 : Jauchzet dem Herrn alle Welt de Georg Philipp Telemann, avec Klaus Mertens (Capriccio)
- 2001 : Kammermusik de Johann Christian Bach (Capriccio)
- 2002 : Ouvertüren und Sonaten de Philipp Heinrich Erlebach (Capriccio)
- 2003 : Geistliche Arien avec Ruth Ziesak, soprano (Capriccio)
- 2008 : Jauchzet Gott In Allen Landen (Cantatas for Soprano & Trumpet), avec Ruth Ziesak, soprano, et Reinhold Friedrich, trompette (label Phoenix Edition)